# Rhaphuma joshii
Rhaphuma joshii är en skalbaggsart som beskrevs av Holzschuh 1984. Rhaphuma joshii ingår i släktet Rhaphuma och familjen långhorningar.
Artens utbredningsområde är Nepal. Inga underarter finns listade i Catalogue of Life.